# Auditorium Maximum (Universität Hamburg)
Das Auditorium Maximum (Audimax) der Universität Hamburg ist ein freistehendes Gebäude im Hamburger Stadtteil Rotherbaum. Als Auditorium maximum bietet das Gebäude den mit knapp 1700 Sitzplätzen größten Hörsaal der Universität, der sich durch eine versenkbare Trennwand in zwei Hörsäle teilen lässt.
Das Audimax wurde von 1957 bis 1959 nach Entwürfen von Bernhard Hermkes erbaut und fügt sich in das von Paul Seitz konzipierte Ensemble des Campus Von-Melle-Park ein, zu dem neben dem Audimax u. a. der Philturm und die Universitätsbibliothek gehören. Zum Von-Melle-Park öffnet sich das Audimax mit einer konvexen Glasfassade, die den Blick auf das Foyer und Treppenhaus mit seinen schlank gestalteten Stützen freigibt. Eine konstruktive Besonderheit des Gebäudes ist die Stahlbetonkuppel in Form eines perfekten Kugelsegmentes, die mit einer Spannweite von bis zu 65 Metern den Hörsaal überspannt und ohne Verbindung zu den Wandscheiben nur auf den äußeren Stützpfeilern ruht.
Neben dem Vorlesungsbetrieb der Universität finden im Audimax regelmäßig Konzerte sowie kulturelle und politische Veranstaltungen statt. Besondere Bekanntheit erlangte die Protestaktion „Unter den Talaren – Muff von 1000 Jahren“ anlässlich der Rektoratsübergabe 1967. Das Audimax verkörpert nach Ansicht von Architekturkritikern die Aufbruchstimmung der Universität in der Nachkriegszeit in gelungener Weise und steht heute unter Denkmalschutz.

## Geschichte

### Vorgeschichte und Vorlesungsgebäude am Dammtor

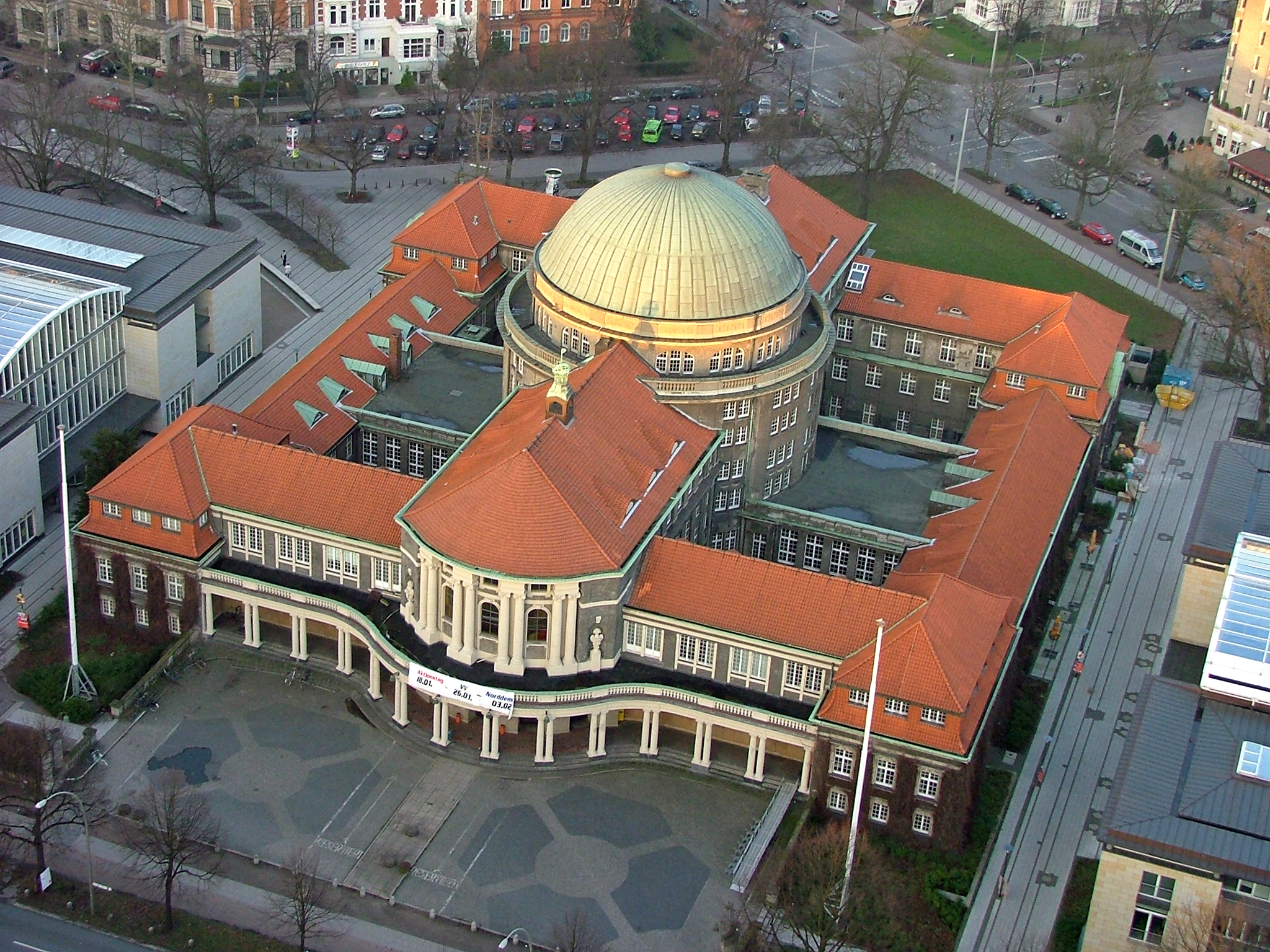
Vorlesungsgebäude an der Moorweide, heute Hauptgebäude Edmund‑Siemers‑Allee 1

Die Universität Hamburg wurde erst 1919 gegründet. Schon länger bestand in Hamburg hingegen das Allgemeine Vorlesungswesen, eine Art Erwachsenenbildung mit akademischem Anspruch. Die gesetzliche Grundlage dafür wurde vom Senat 1837 geschaffen, 1895 reformierte Werner von Melle das Programm. 1908 entschied sich die Bürgerschaft für den Bau eines Vorlesungsgebäudes für das Allgemeine Vorlesungswesen und gab den Bauplatz an der Moorweide dazu, gegenüber dem Dammtorbahnhof. Das Geld für das Gebäude stiftete Edmund Siemers, der Entwurf stammte von Hermann Distel. 1911 wurde das Gebäude eingeweiht, das neben Arbeitsräumen vor allem sieben Hörsäle aufnimmt. Ab 1919 fand in diesem Gebäude der Vorlesungsbetrieb der frisch gegründeten Universität statt. Mit heutiger Bestuhlung bietet der größte Hörsaal im Vorlesungsgebäude an der Edmund-Siemers-Allee (ESA) 612 Plätze, alle sieben dort befindlichen Hörsäle bieten in Summe weniger Kapazität als der eine Hörsaal im Audimax.
Das räumliche Zentrum der Universität war durch die Übernahme des Vorlesungsgebäudes eher zufällig gewählt worden. Freie Flächen gab es in den dicht bebauten Stadtteilen um den Dammtorbahnhof kaum. Die Universität war von ihrer Gründung bis zum Zweiten Weltkrieg größtenteils in angemieteten Häusern und Villen untergebracht, locker verstreut über Rotherbaum und Harvestehude, daneben das Universitätsklinikum in Eppendorf. Einen Campus gab es somit nicht, die Wege waren lang und der Universität fehlte eine identitätsstiftende Mitte.
Eine Lösung wäre ob der räumlichen Enge in Rotherbaum der Umzug an einen neu zu gründenden Standort gewesen. Dazu gab es mehrfach Vorschläge und Planungen, am konkretesten 1928: Fritz Schumacher legte den Plan vor, auf unbebautem Gebiet nördlich des Eppendorfer Moors im Stadtteil Groß Borstel eine „akademische Stadt“ zu errichten. Auch der Botanische Garten sollte dorthin umziehen. Der neue Universitätsstandort sollte durch eine Verlängerung der Wilhelm-Metzger-Straße durch das Eppendorfer Moor erschlossen werden, auch eine Verlängerung einer Hochbahn-Linie war geplant. Dieser Plan wurde sowohl vom Senat als auch von der Universitätsleitung unterstützt, die Weltwirtschaftskrise machte ihn zunichte.
Hamburg wurde im Zweiten Weltkrieg durch Luftangriffe schwer getroffen, besonders im verheerenden Feuersturm von 1943. Diese Angriffe verwüsteten besonders den Osten der Stadt und das Gebiet um den Hafen. Das Gebiet der Universität westlich der Außenalster war vergleichsweise glimpflich davongekommen.

### Planung und Bau

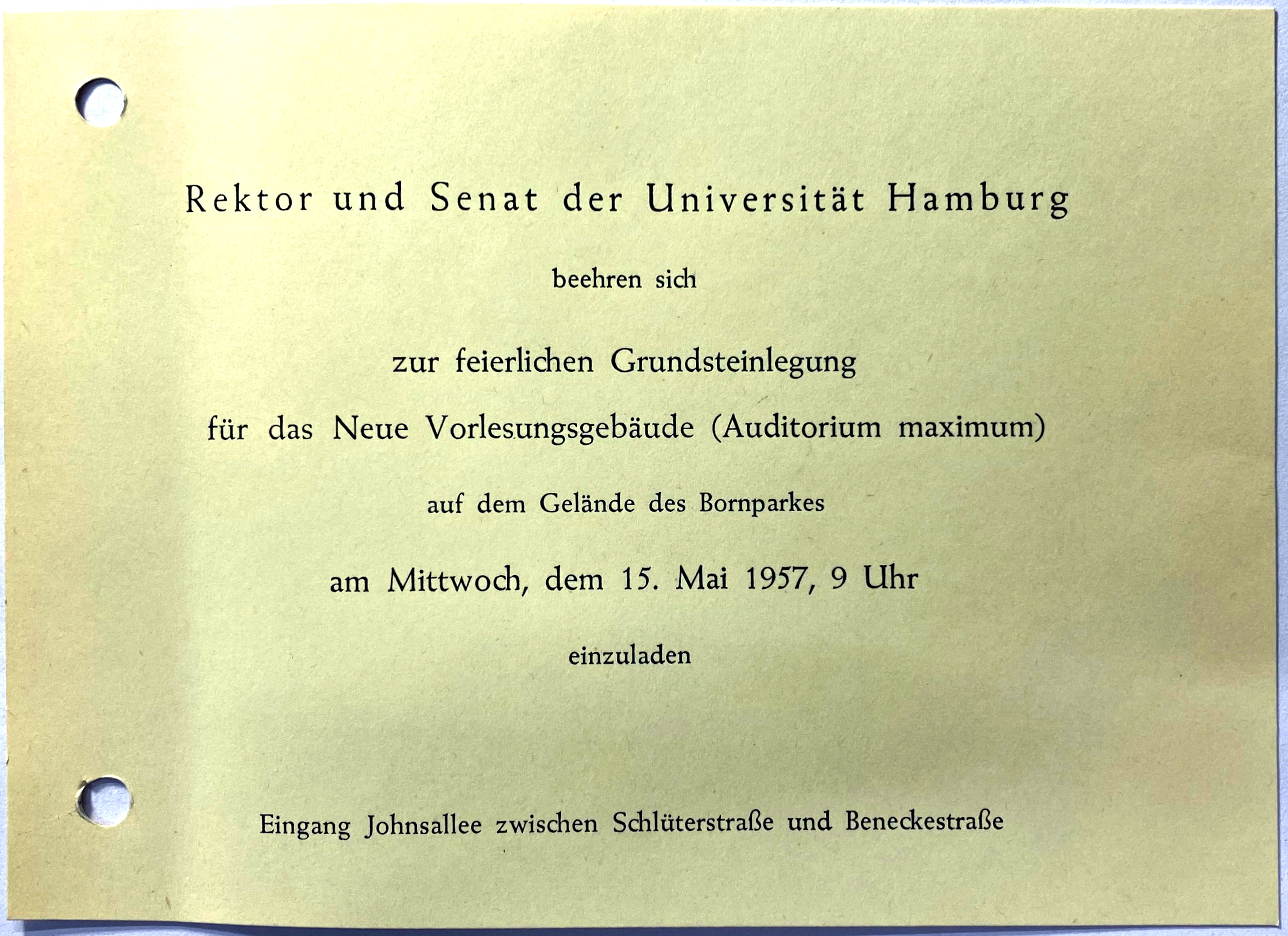
Einladung zur Grundsteinlegung des „Neuen Vorlesungsgebäudes“ (Auditorium maximum) am 15. Mai 1957

Von der Gründung der Universität 1919 bis zum Zweiten Weltkrieg zählte die Universität Hamburg nie mehr als etwa 3.000 Studenten. Von 1949 bis 1959 stiegen die Studentenzahlen an der Universität Hamburg von unter 5.000 auf 12.000 an. In der unmittelbaren Nachkriegszeit trugen Kriegsheimkehrer und Flüchtlinge aus den Ostgebieten und der Sowjetischen Besatzungszone zum Wachstum bei. Später sorgten neben den steigenden Geburtenzahlen vor allem die zunehmenden Abitur- und Studentenraten, auch bei Frauen, für weiteres Wachstum. Prognostiziert wurden somit weitere, drastische Steigerungen der Studentenzahlen.
Die meisten Gebäude der Vorkriegsuniversität waren noch vorhanden, teilweise wurden sie nach der Kapitulation von der englischen Besatzungsmacht beschlagnahmt. Das galt aber nicht für das Vorlesungsgebäude, in dem ab 1945 wieder Vorlesungen stattfinden konnten. Auch nach Rückgabe aller Gebäude konnte jedoch keinesfalls der Raumbedarf einer wachsenden Universität befriedigt werden. Ein Campus fehlte nach wie vor. Durch die Zerstörungen des Krieges war nun jedoch Bauplatz entstanden. Die Fläche zwischen Grindelallee und Beneckestraße (nicht mehr existent) wurde enttrümmert, einzelne noch teilweise stehende Gebäude wurden abgerissen. Dieses Gebiet um den ehemaligen Bornpark sollte den neuen Campus bilden.
1952 entstand mit dem Studentenhaus an der Schlüterstraße der erste Nachkriegs-Neubau der Universität. 1954 legte das Hamburger Hochbauamt einen Plan für eine „Universitätsstadt“ im Dreieck zwischen Schlüterstraße, Grindelallee und Grindelhof vor, südlich von der Moorweidenstraße begrenzt. Hier sollten – bis auf das Universitätskrankenhaus UKE – sämtliche Einrichtungen der Universität zusammengefasst werden, die Baukosten wurden mit fünfzig Millionen DM prognostiziert. 1955 sprach sich der Senat endgültig für eine innerstädtische Universitätsstadt aus, Verlagerungspläne an Standorte an der Peripherie waren damit vom Tisch. Der Rahmenplan für den Campus der Universität Hamburg stammte von Paul Seitz in Zusammenarbeit mit Werner Hebebrand. Im Mai 1955 fand die Grundsteinlegung für das Mineralogische Institut statt, das erste Gebäude entsprechend der neuen Planung. Das Auditorium Maximum war mit 2000 Plätzen geplant, auch die Mathematik und die Naturwissenschaften sollten rund um den Bornplatz ihr Zuhause finden. In den 1970er Jahren wurden diese Fakultäten dann entlang der Bundesstraße untergebracht (u. a. im Geomatikum), da der Campus am Bornplatz nicht genug Raum für die weiter wachsende Universität bot.

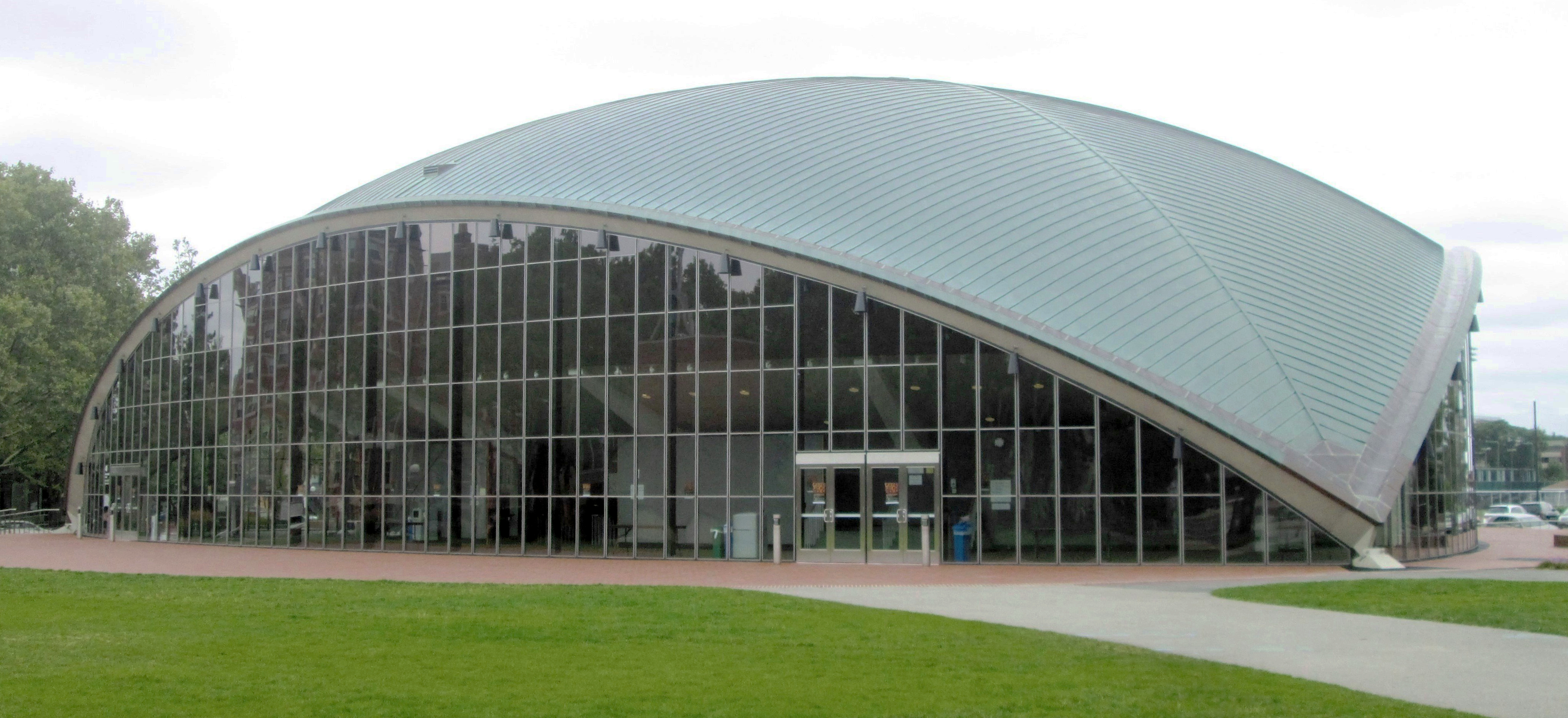
Vorbild Kresge Auditorium (Cambridge, Massachusetts)

Im April 1956 begann die Planung für das Auditorium Maximum. Bauherren waren die Freie und Hansestadt Hamburg und die Universität Hamburg. Der Entwurf stammte von Bernhard Hermkes, die Akustik wurde von Lothar Cremer ausgelegt. Die Statik des Dachs wurde von Alfred Mehmel verantwortet. Hermkes’ Entwurf orientiert sich deutlich am 1955 eingeweihten Kresge Auditorium des MIT, dessen Entwurf von Eero Saarinen stammte. Als weiteres Vorbild wird die Berliner Kongresshalle genannt, die 1956/1957 erbaut wurde.
Im Mai 1957 wurde der Grundstein für das Audimax gelegt, anwesend waren der Rektor Karl Schiller, der Erste Bürgermeister Kurt Sieveking und der Schulsenator Hans Wenke. Fotos von der Grundsteinlegung zeigen die Dekane der Universität in voller Amtstracht in der Baugrube, mit Talar und Amtskette. Der Rohbau wurde von einer ARGE aus Wayss & Freytag mit Dyckerhoff & Widmann errichtet. Ende Juli 1958 wurde das Richtfest gefeiert.
Anfang 1959 wurde dem Hamburgischen Landesparlament eine Kostenerhöhung für den Audimax-Bau zur Genehmigung vorgelegt. Der ursprüngliche Kostenvoranschlag von Februar 1957 lag bei etwa 3,4 Mio. DM, nun wurden Mehrkosten von 985.000 DM veranschlagt. Als Hauptgründe für diese Erhöhung wurden offiziell die Inflation der Baukosten, Schwierigkeiten mit der versenkbaren Trennwand und bauamtliche Auflagen zu Nebenräumen genannt. Letztlich seien aber die Kosten von 100 DM pro Kubikmeter umbauten Raums immer noch günstiger als bei der Berliner Kongresshalle, zudem rechtfertige die Doppelnutzung – Auditorium maximum oder zwei getrennte Hörsäle – den Mehraufwand. In einem Interview 20 Jahre nach dem Bau nannte der Dywidag-Bauleiter weitere Gründe für Kostensteigerungen und Schwierigkeiten beim Bau: So reichten die humösen Schichten am Bauplatz deutlich tiefer als erwartet, wodurch mehr als geplant ausgeschachtet werden musste – 3 m im Mittel, an der Stelle der versenkbaren Wand bis zu 7,5 m tief. Weiter lag ein Planungsfehler vor: Bei den Entwürfen waren Räume für Toiletten vergessen worden, was zu kostspieligen Änderungen führte. Die Lüftung funktionierte anfangs nicht wie geplant, und zur innovativen Dachkonstruktion fehlten Erfahrungswerte, wodurch Versuche und Änderungen notwendig waren. Letztlich seien aber Kostensteigerungen bei einem solch ehrgeizigen Projekt normal; um eine Ausschreibung zu gewinnen, würden diese von Architekten auch sehenden Auges in Kauf genommen – „nachfinanziert würde wohl fast immer“.
Am 11. November 1959 wurde das Audimax dann feierlich eingeweiht. Die Gesamtbaukosten lagen knapp über 5 Millionen DM.

### Nutzung

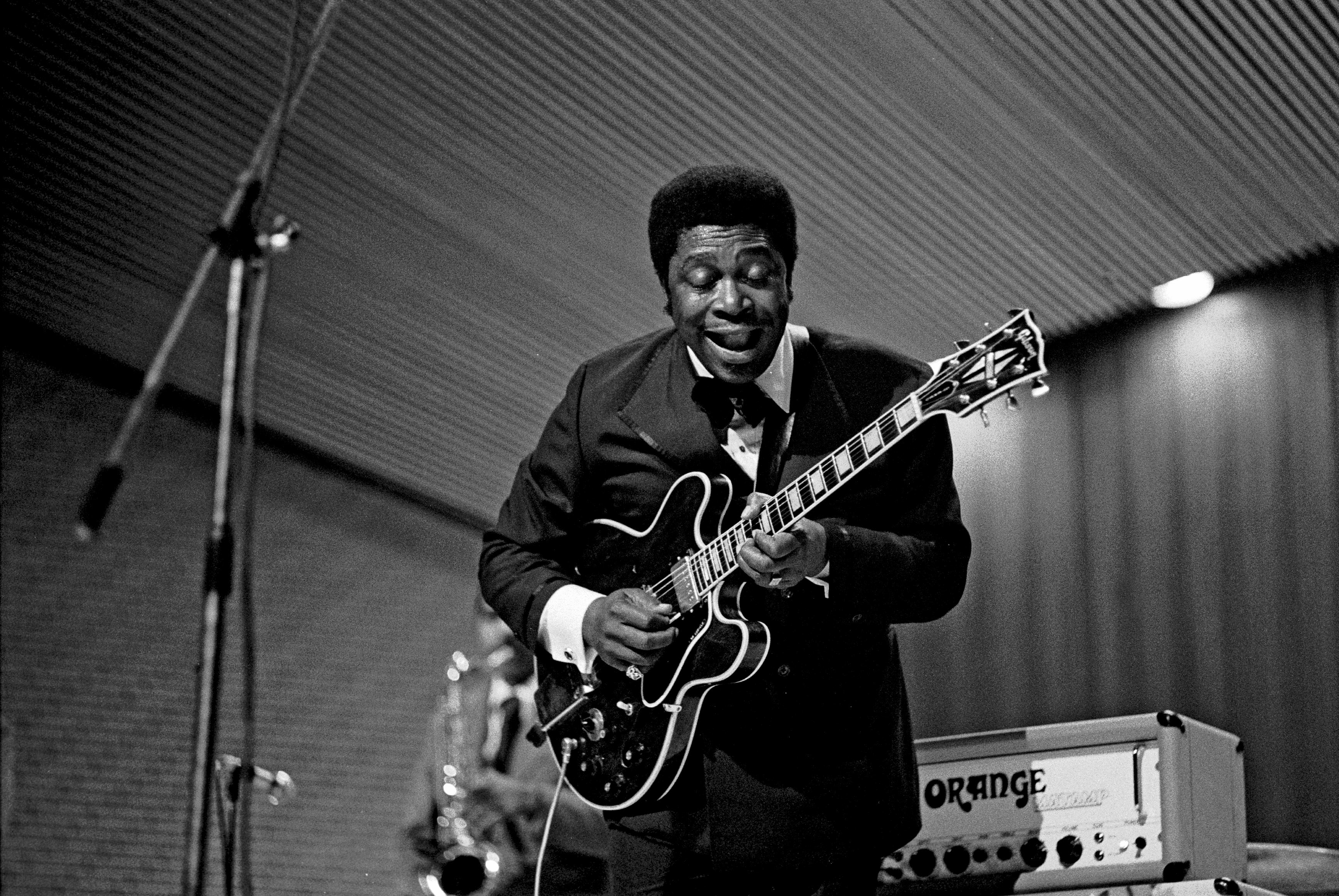
B. B. King im Audimax (1971)

Das Audimax dient primär der Universität Hamburg, daneben ist es auch ein öffentliches Gebäude der Stadt Hamburg selbst. Diese Dualität ist schon in der gemeinsamen Verantwortung dieser beiden Körperschaften als Bauherren angelegt. Der Leitspruch der Universität steht seit 1911 über dem Portal des Vorlesungsgebäudes: „Der Forschung – Der Lehre – Der Bildung“. Geforscht wird in einem Auditorium Maximum nicht, entsprechend dient das Audimax tagsüber Lehre und Bildung. Hier werden große Vorlesungen und Klausuren abgehalten. Bei den Klausuren erlaubt die hohe Zahl der Plätze hinreichenden Abstand zwischen Prüfungsteilnehmern. Neben diesen Veranstaltungen nach Lehrplan steht das Audimax auch anderen universitären Gruppen zur Verfügung, sei es für Vollversammlungen, Veranstaltungen von Hochschulgruppen oder Freizeitangebote wie UniFilm. Diese direkten und indirekten universitären Angebote haben bei der Raumvergabe Vorrang.
Daneben können bei Verfügbarkeit auch nicht-universitäre Anbieter die Räume für ihre Veranstaltungen anmieten. Dazu zählen Kongresse, Konzerte und andere Unterhaltungsangebote. Im Semester, also während des Vorlesungs- und Prüfungsbetriebs, ist die Nutzung nur eingeschränkt möglich, da der universitäre Betrieb zumindest werktags immer stattfindet. Entsprechend gibt es weder Auf- noch Abbautage, für aufwendige Bühnenumbauten oder Änderungen an der Technik fehlt die Zeit. Die Akustik des Auditoriums ist auf maximale Sprachverständlichkeit ausgelegt, entsprechend ist die Nachhallzeit für einen Raum dieser Größe kurz und das Klanggefühl „trocken“. Daraus ergibt sich eine hervorragende Eignung für Diskussionen und Vorträge und eine gute bis hinreichende Eignung für klassische und moderne Musik mit Solisten oder kleinen Ensembles. Für große Ensembles, insbesondere Chöre, und für Musik der Romantik ist das Audimax akustisch nicht gut geeignet.
Wie andere Gebäude der Universität war auch das Audimax Schauplatz der Studentenbewegung der 1960er Jahre, oft mit „1968“ abgekürzt. Während der Rektoratsfeier am 9. November 1967 enthüllten zwei Studenten beim Einzug der Lehrstuhlinhaber ins Audimax ein Transparent mit der Aufschrift „Unter den Talaren – Muff von 1000 Jahren“. Am 24. November 1967 fand im Audimax eine Diskussion zwischen Rudolf Augstein und Rudi Dutschke statt, Thema war „Revolution 1967 – Studentenulk oder Notwendigkeit?“ Uwe Timm thematisierte 1974 in seinem Roman Heißer Sommer das „Sprengen“ der Vorlesung eines konservativen Professors im Audimax durch den SDS.
Auch andere Intellektuelle und Politiker waren Gäste bei Podiumsdiskussionen im Audimax, so zum Beispiel Karl Schiller, Gustav Heinemann, Carl Friedrich von Weizsäcker und Ralf Dahrendorf. Weizsäcker hatte diese Diskussionen nach dem großen Erfolg seiner Vorlesungen für Hörer aller Fakultäten initiiert, Themen waren unter anderem Ostpolitik, Notstandsgesetze und die deutsche Wiederbewaffnung.
In den 1970er und 1980er Jahren wurde das Audimax öfter für Konzerte bekannter Musiker genutzt. Unter anderem traten dort Pink Floyd (1970), zweimal Kraftwerk (1971), B. B. King (1971), Joan Baez (1973), Black Sabbath (1978) und AC/DC (1978) auf. Auch die deutsche Liedermacher- und Protest-Szene war regelmäßig vertreten, zum Beispiel mit Franz Josef Degenhardt (1966), Reinhard Mey und Hannes Wader (gemeinsamer Auftritt 1967) sowie Ton Steine Scherben (1976). Zahlreiche regulär veröffentlichte Live-Mitschnitte, aber vor allem auch Bootlegs dieser Zeit haben den Aufnahmeort „Audimax Hamburg“.
Im Rahmen der bundesweiten Studentenproteste wurde das Audimax am 11. November 2009 spontan besetzt. Die Besetzer forderten unter anderem eine Studienreform und mehr Transparenz in universitären Belangen. Am 23. Dezember 2009 räumte die Polizei das Gebäude.

### Bauliche Veränderungen

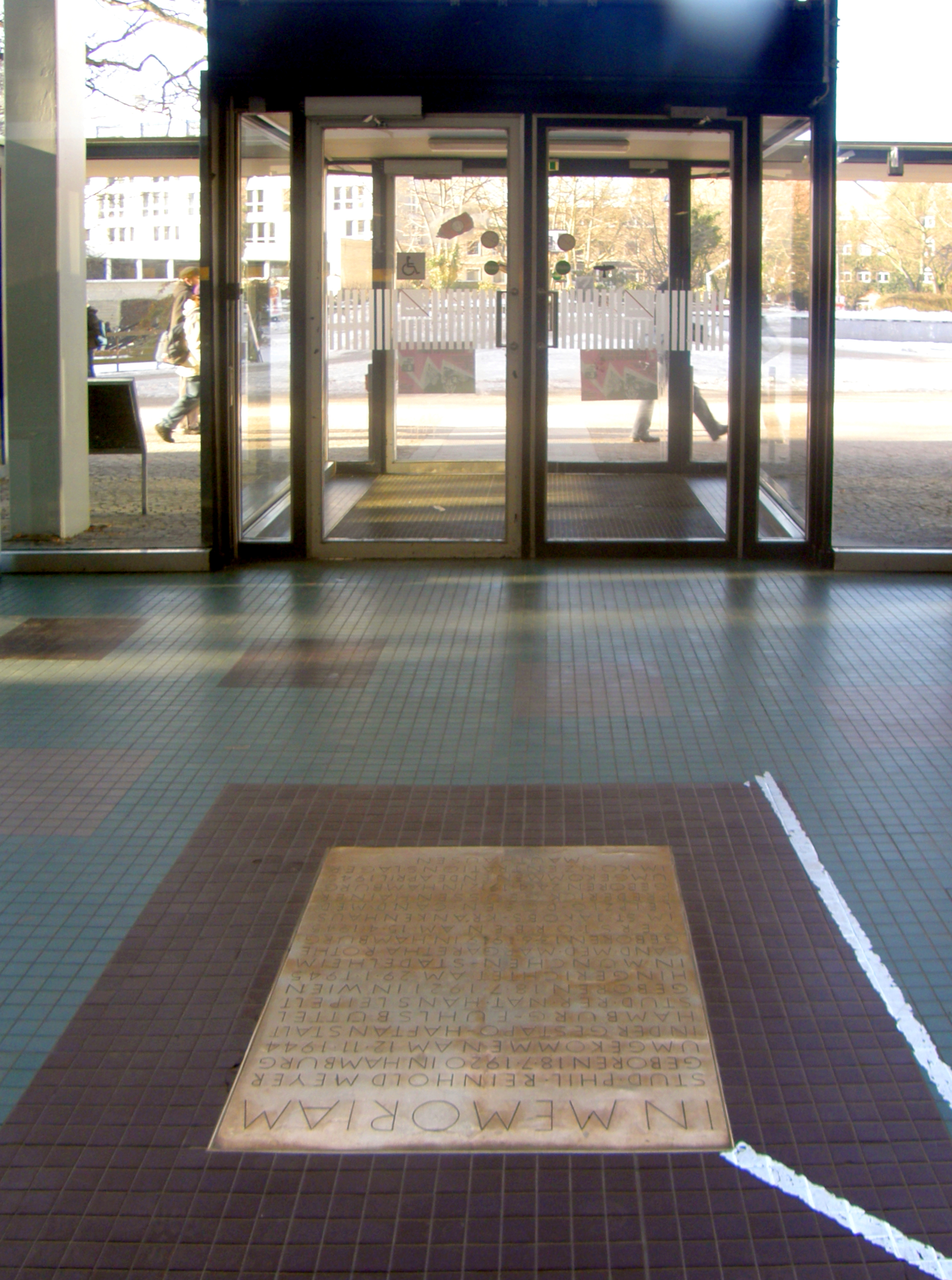
Gedenktafel für die Weiße Rose im Foyer

1971 wurde im Foyer eine von Fritz Fleer gestaltete Bronzeplatte in den Boden eingelassen, mit der den Hamburger Studenten Reinhold Meyer, Hans Leipelt, Margaretha Rothe und Friedrich Geussenhainer gedacht wird, die als Mitglieder der Widerstandsgruppe Weiße Rose Hamburg ermordet wurden.
Von 1997 bis 1998 wurden 1324 der Original-Holzsitze ausgetauscht. Die neuen Sitze sind in gedecktem Blau gepolstert, die abklappbaren Schreib-Unterlagen wurden beim Austausch vergrößert. Mit der Aktion „Ein Platz im Audimax“ wurden dafür Spenden eingeworben, bei einer Spende in Höhe von 980 DM konnten Sponsoren den gestifteten Platz mit einem Messingschild versehen.
In den Jahren 2002/2003 wurden Foyer und Backstage-Bereich modernisiert. 2007 wurde ein Aufzug eingebaut, womit Rollstuhlfahrern auch der abgetrennte Hörsaal II zugänglich wurde. Der Aufzugsturm ist teils mit Glas und teils mit Sichtbeton verkleidet und kann nicht an die Eleganz des von Hermkes gestalteten Foyers anschließen. Bis 2008/2009 wurde das Dach neu eingedeckt, dabei wurde auf 2.600 m² Fläche die Dachabdichtung vollständig erneuert und stärker gedämmt. Zudem wurde die Regenentwässerung verbessert.
2018 wurde ein Gutachten zum Zustand der Gebäude der Universität Hamburg veröffentlicht. Für das Audimax mit seiner Nutzfläche von 1.864 Quadratmetern wurde darin Bedarf für eine energetische Sanierung festgestellt, bei der u. a. die Gebäudehülle besser gedämmt und die Einfachverglasung des Foyers gedichtet werden soll. Zudem seien neue Heizkörper und eine neue Abwasserführung vonnöten. Die Investitionssumme für diese Maßnahmen läge bei mindestens fünf Millionen Euro.

## Lage und Baubeschreibung

### Lage

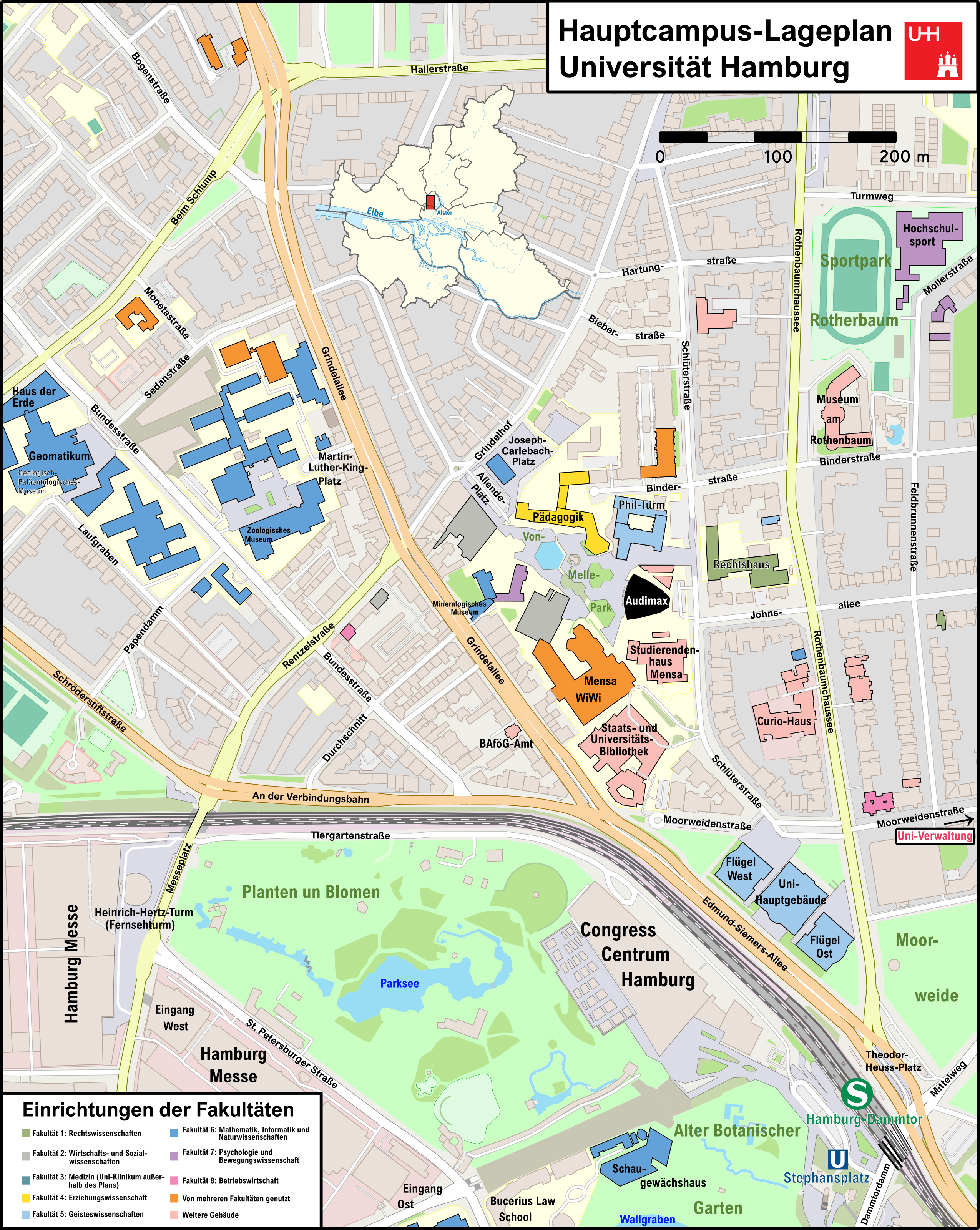
Lage des Audimax (Grundriss schwarz gefärbt) auf dem Campus der Universität Hamburg im Stadtteil Rotherbaum

Die Gebäude der Universität Hamburg haben im Stadtteil Rotherbaum zwei Zentren: den Campus rund um den Von-Melle-Park mit den Geistes- und Sozialwissenschaften und das Gebiet entlang der Bundesstraße mit den naturwissenschaftlichen Fakultäten. Das Auditorium Maximum befindet sich am östlichen Rand des Campus Von-Melle-Park.
Die verglaste Vorderseite des Audimax mit dem Haupteingang weist nach Westen, zum Von-Melle-Park. Eingerahmt wird das Audimax nördlich vom „Philturm“ (fertiggestellt 1963), der mit vierzehn Stockwerken den sonst mit einer gründerzeitlichen Traufhöhe bebauten Stadtteil dominiert. Südlich des Audimax befindet sich das zwei- bis viergeschossige Studentenhaus mit seiner eher unauffälligen Klinkerfassade (1952). Vor dem Philturm befindet sich die Pädagogische Fakultät (1960) mit ihrer Metallfassade, der Von-Melle-Park wird weiter vom brutalistischen „WiWi-Bunker“ (1975) und dem Neubau der Universitätsbibliothek (1982) gerahmt. Die benachbarten Gebäude waren bis auf den Neubau der Universitätsbibliothek schon im Gesamtplan von Seitz vorgesehen, stilistisch bilden sie dennoch keine Einheit.
Auf der Rückseite (östlich) des Audimax verläuft die Schlüterstraße, schräg gegenüber das Rechtshaus (1964) der juristischen Fakultät. Sehr dicht an die nordöstliche Rückseite des Audimax wurde eine Fahrrad-Garage und -Werkstatt gebaut. Durch diese Umbauung und die geringe Höhe des Baukörpers am östlichen Rand ist das Audimax von der Schlüterstraße aus optisch wenig präsent.

### Äußere Form und Gestaltung
Der Grundriss des Audimax hat in etwa die Form eines gleichschenkligen Trapezes, wobei die Basis des Trapezes durch die verglaste Front nach Westen gebildet wird. Der Hörsaal verjüngt sich zum Podium hin, seine Seiten bilden die Schenkel des Trapezes. Die Abweichungen des Grundrisses von der idealen Trapezform ergeben sich durch die konvexen Wände – stärker auskragend zur Front hin, nur leicht gewölbt zu den Seiten.
Das Dach hat die Form eines idealen Kugelsegments mit dem Radius 65 m. An den Rändern wird die Dachform durch die Verschneidung der Kugelfläche mit den Seitenwänden gebildet. Die Seitenwände haben die Form eines Wandsegments eines senkrechten Kreiszylinders. Dadurch sind die Randlinien des Daches keine Großkreise der Kugel. Die Zylinder haben an den Seitenwänden einen größeren Radius als an der Front. Die konstruktive Ausführung des Dachs und seiner Stützen wird im Abschnitt Tragwerk näher beschrieben, beim sonstigen Gebäude – also im Bereich des Foyers und der Zugänge – handelt es sich um eine Stahlbetonskelett-Konstruktion.
Die Front des Audimax ist komplett verglast und wird von einer sehr schlanken Pfosten-Riegel-Konstruktion gehalten. Die Konstruktion ist horizontal zwischen jeweils zwei Pfeilern dreigeteilt, wobei die mittlere Bahn breiter ist. Die vertikale Teilung der Glasfront verläuft nicht parallel zum Boden, sondern steigt und fällt mit der Dachkante. Die Seitenwände sind hinter den Stützen komplett mit hellgelbem Klinker verkleidet, in diesem Detail gleicht das Audimax dem benachbarten „Philturm“. Nur an einer Stelle sind die Seitenwände geöffnet, zwischen fünfter und siebter Stütze besteht an beiden Seitenwänden ein Lichtdurchlass mittels semitransparenter Glaslamellen. Konstruktiv gilt die Außenwand als nicht-tragende Ausfachung, die aus Gründen der akustischen Dämmung zweischalig ausgeführt wurde. Die äußere Schale der Außenwand besteht aus klinkerverblendetem Ziegelmauerwerk, die innere aus Schwemmstein-Mauerwerk.
An der rückwärtigen Außenwand des Audimax wurde im Jahr 2000 von nicaraguanischen Jugendlichen aus der Partnerstadt León ein Wandgemälde angebracht. Unter Anleitung des Hamburgers Sönke Nissen-Knaack entstand ein Werk im naiven Stil, das für Völkerverständigung stehen soll – auf der linken Seite des Bildes mit Wahrzeichen von León, rechts mit Wahrzeichen Hamburgs. Weniger dauerhaft waren Graffiti, die 1968 der damals stadtbekannte Peter-Ernst Eiffe an den Toilettenwänden des Audimax anbrachte.

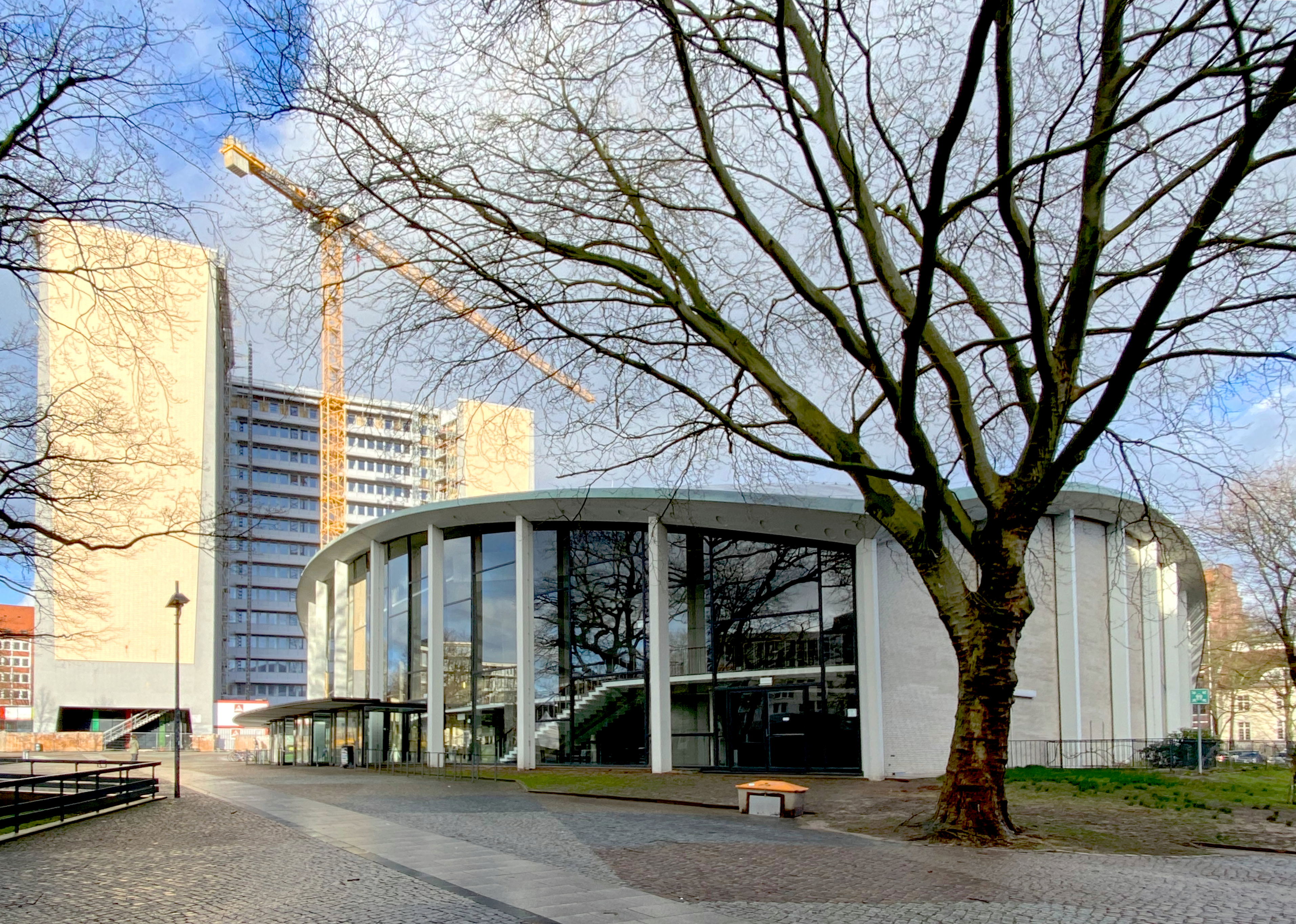
West- und Südseite, dahinter der „Philturm“
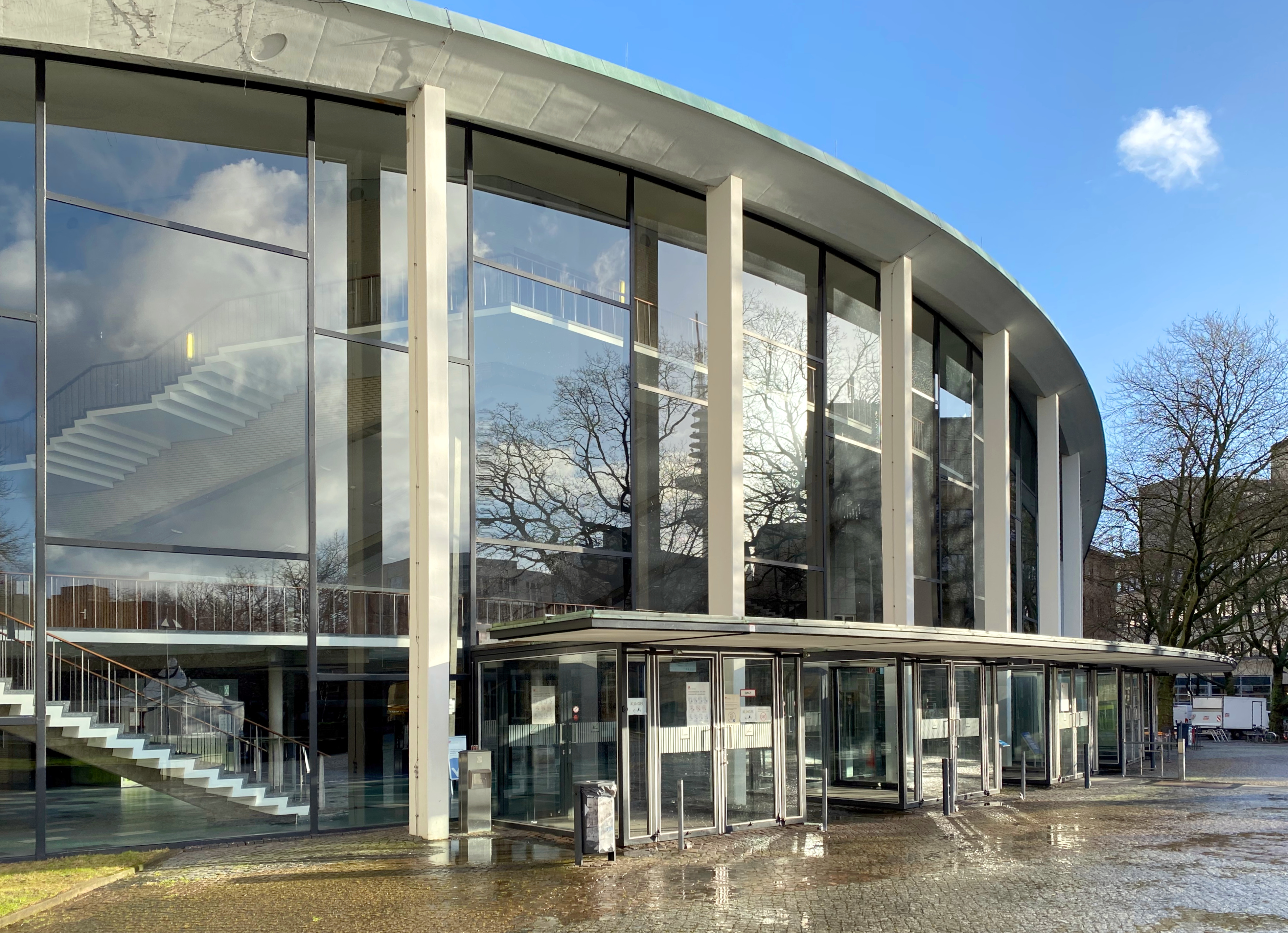
Vorderseite (Westseite) mit Eingang und Treppen zum (kleinen) Audimax II
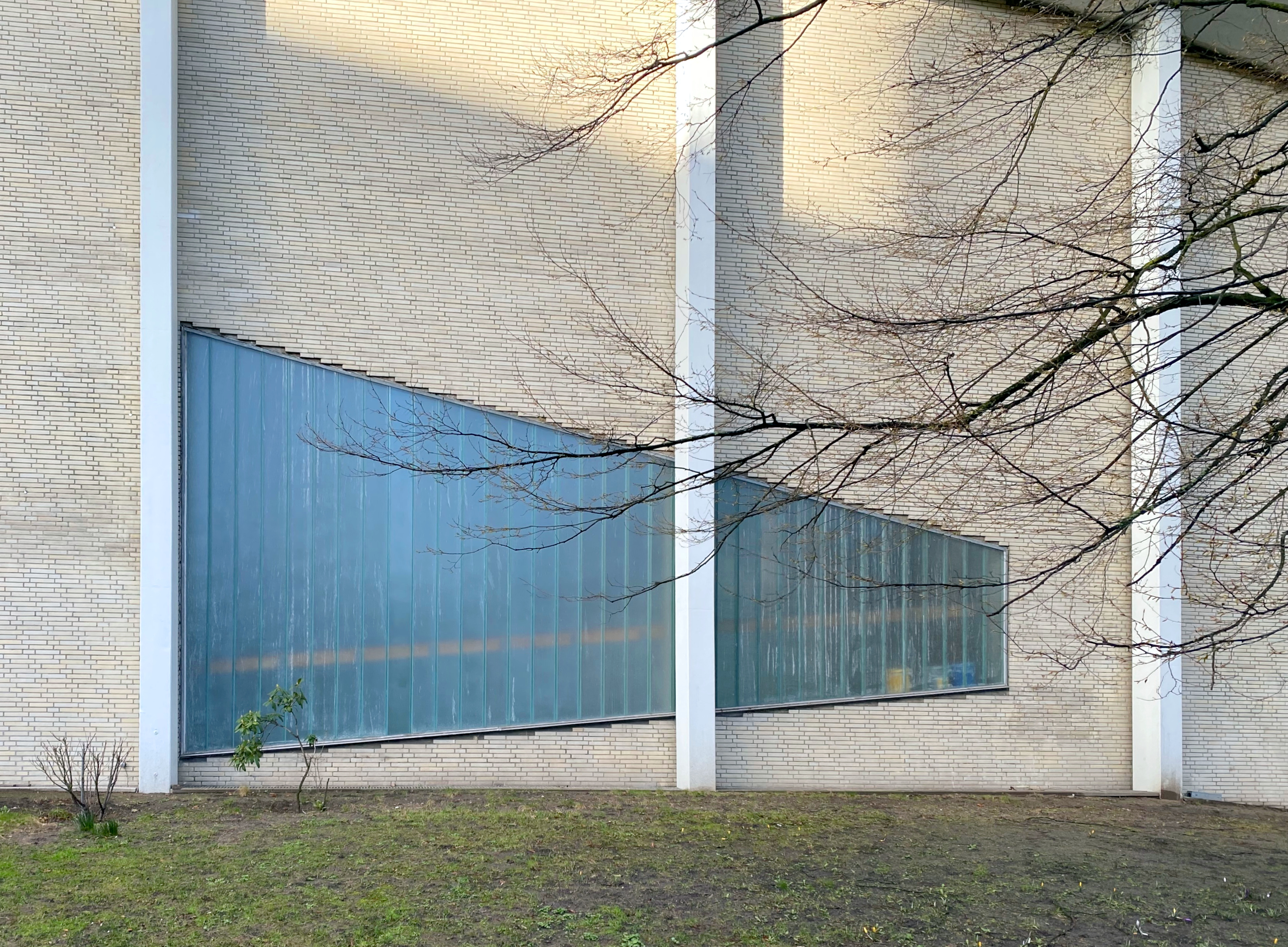
Fassadendetail an der rechten Seite (Südseite) mit Lichtdurchlass
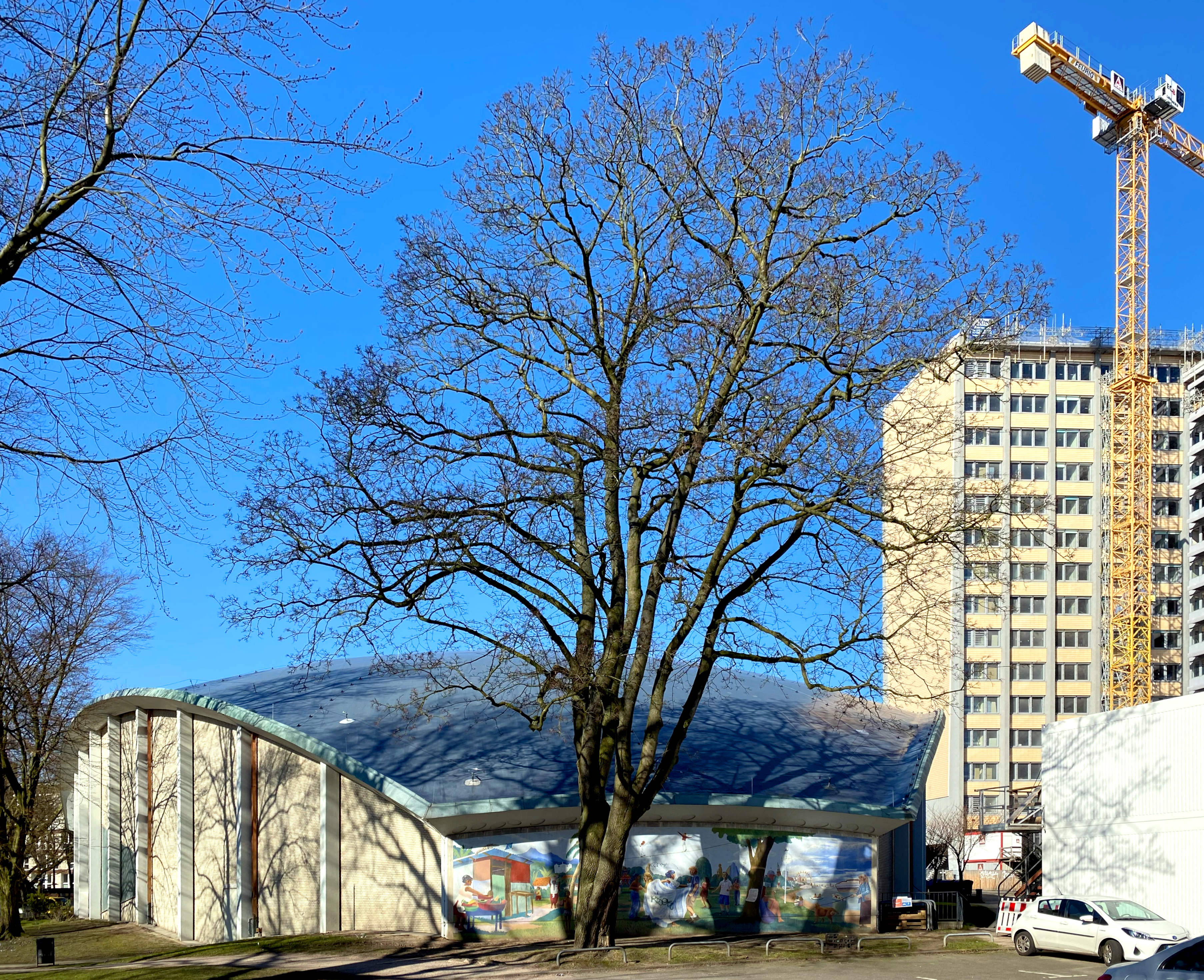
Rückseite (Ostseite) des Audimax mit Wandgemälde, rechts der „Philturm“

### Innenräume
| _ Podium                          |
| _ Parkett (Teil von Auditorium I) |
| _ Rang (Teil von Auditorium I)    |
| _ Kleiner Saal (Auditorium II)    |
| _ Mobile Trennwand                |

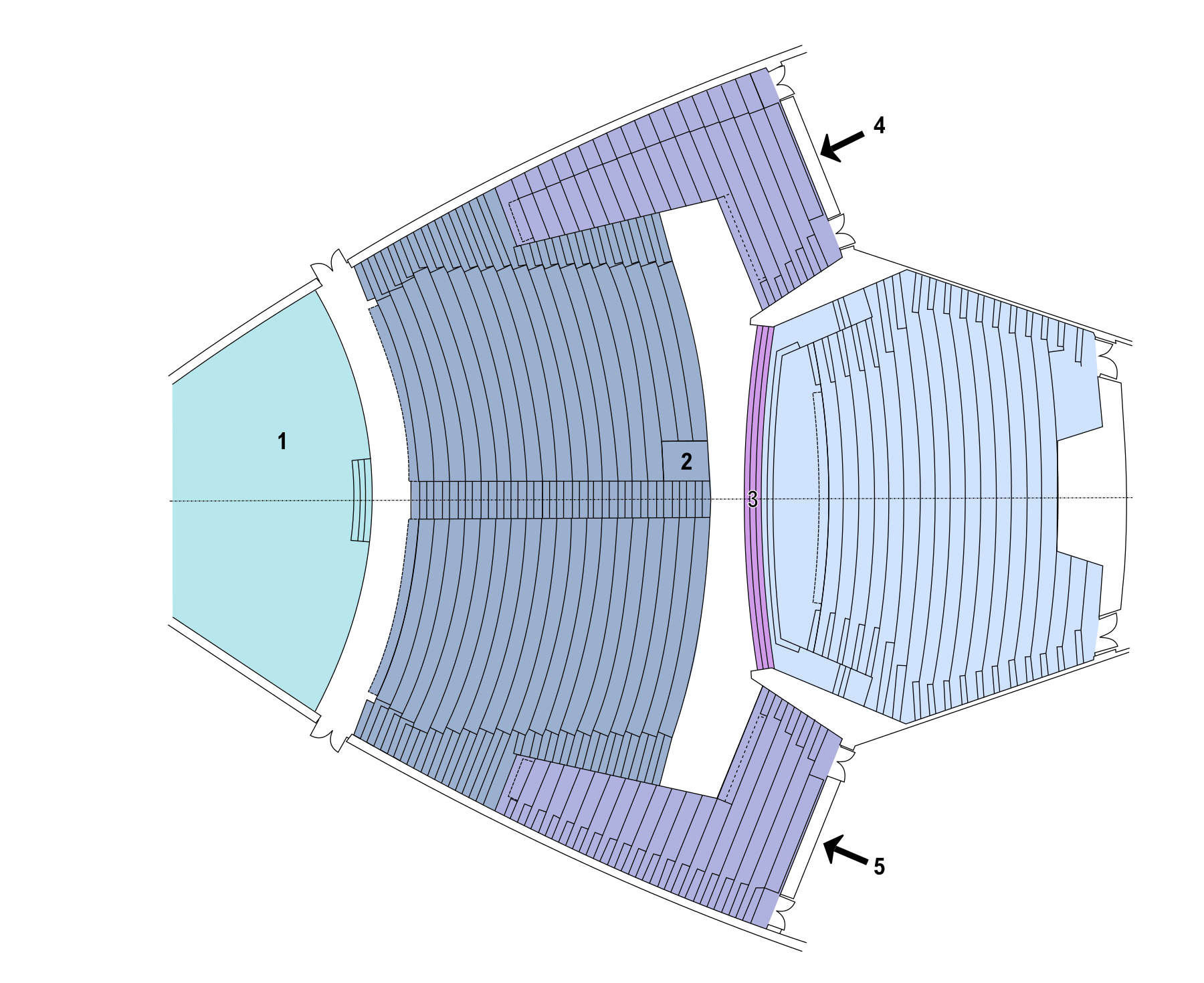
Grundriss ohne Foyer, Saalbereiche mit Zugängen:

Besucher betreten das Audimax durch einen von fünf dem Foyer vorgelagerten Windfängen, die mittig in der gläsernen Westfassade angebracht sind, jeweils zwischen zwei Stützpfeilern. Die Glaskästen der Windfänge stehen dabei vor der Glasfassade und werden von einem gemeinsamen Vordach geschützt. Nach Betreten des Foyers können die Besucher geradeaus und auf derselben Ebene zur Garderobe gehen.
Der Weg zum Auditorium ist so eingerichtet, dass sich die Besucherströme bei einer getrennten Nutzung von Auditorium I und II nicht kreuzen. Vom Foyer aus gehen die Wege für Besucher zum Auditorium in drei Richtungen ab, jeweils symmetrisch links und rechts, also über sechs Wege. Der äußerste Weg (ganz links bzw. ganz rechts) führt auf Ebene des Erdgeschosses mit leichter Steigung zum vorderen Teil (Podium) des großen Hörsaals (Auditorium I). Dieser Weg ist seitlich durch ein Lamellenfenster belichtet. Links (bzw. rechts) vor diesem Weg führt eine Treppe zur ersten Ebene, die von hinten in den großen Hörsaal führt. Auf dieser ersten Ebene befindet sich zwischen den Eingangstüren zum großen Hörsaal das abstrakte Relief „Ohne Titel“ aus rotem Tuffstein, angefertigt 1959–1960 von Karl Hartung. Eine weitere Treppe führt links und rechts zur zweiten Ebene, die in den kleinen Hörsaal (Auditorium II) führt.
Das eigentliche Auditorium, also der Platz für die Zuhörer, ist in drei (bzw. vier) Teile eingeteilt:
- Das Parkett bildet mit 20 Stuhlreihen den größten Bereich des Auditoriums I. Das Parkett ist mittig geteilt, Zugänge existieren vom Rand und von der Mitte her. Jede Saalseite im Parkett hat pro Reihe zwischen 18 und 22 Sitze, insgesamt finden im Parkett 848 Zuhörer Platz. Das Parkett steigt von der Ebene vor dem Podium (Niveau −0,85 m) nach hinten auf das Niveau +3,15 m an.[48]
- Der Rang zählt zum Auditorium I, befindet sich aber ungefähr auf Höhe des Auditorium II. Es gibt einen linken und einen rechten Rang, spiegelbildlich in L-Form. Die 18 Stuhlreihen jedes Rangs haben etwa 6 bzw. etwa 16 Sitze, je nach Position im schmalen oder breiten Teil des L. Jeder der Ränge ist nur von der jeweiligen Wandseite aus zugänglich. Der rechte und der linke Rang bietet 156 bzw. 153 Zuhörern Platz. Der Rang steigt vom Niveau +3,45 m auf +7,05 m.[48]
- Das Auditorium II ist ein separater, kleinerer Hörsaal, der durch die mobile Wand zum Auditorium I dazugeschaltet werden kann. Die Sitze im Auditorium II verteilen sich auf 19 Stuhlreihen, wobei die letzten drei (seitlichen) Reihen neben der Projektorkabine nur sehr schmal sind. Die meisten Stuhlreihen im Auditorium II zählen zwischen 22 und 37 Sitze, insgesamt finden hier 509 Zuhörer Platz. Zugänglich sind die Plätze nur von den Seiten, eine mittige Teilung gibt es nicht. Das Auditorium II steigt vom Niveau +4,05 m auf +8,87 m.[48]

Insgesamt bietet das Auditorium Maximum somit 1.666 Zuhörern einen Sitzplatz, bei Teilung 1.157 im Auditorium I und 509 im Auditorium II. Diese Kapazität hat das Audimax erst seit dem Umbau und Austausch der Sitze 1997/1998, vorher zählte das Gebäude 1.800 Sitzplätze. Die Reduzierung um 134 Sitzplätze resultierte aus der größeren Breite der neuen Sessel – diese sind nun 54,5 cm breit. Pro Sitzreihe im Parkett und im Auditorium II entfielen dadurch zwei Plätze, auch im Rang fielen einige Sitze weg. Anzahl und Stufung der Stuhlreihen blieben hingegen unverändert, somit auch der Reihenabstand von 83 cm. Zum Vergleich: der Standard-Economy-Sitz in einem Flugzeug der 2000er Jahre war 44 bis 47 cm breit, der Reihenabstand („seat pitch“) variierte von 72 bis 86 cm.
Das Podium ist so dimensioniert, dass es Platz für 120 Personen bietet, was ungefähr der Größe des Lehrkörpers zur Entwurfszeit entsprach. Zum Vergleich zählte die Universität Hamburg 2022 etwa 500 Professorinnen und Professoren – schon ohne UKE. Ebenso reicht der Platz auf dem Podium, um ein 60-köpfiges Orchester aufzunehmen. Der Bühnenraum verjüngt sich durch die Form des Baukörpers stark nach hinten, vorn ist das Podest 23 m breit, hinten 13 m. Der Bühnenraum ist 9,5 m tief und zwischen 7 und 3,5 m hoch. Schwere Instrumente und Technik können mit einem Lastenaufzug aus dem Kellergeschoss auf die Bühne gehoben werden.

Foyer mit nördlicher Seitenwand
Großes Auditorium, Blick vom Podium auf die geschlossene Trennwand
Zugang zum Großen Auditorium mit Lichtdurchlass (rechts)
Foyer mit Treppenhaus und Bodenmosaik

### Tragwerk
| _ Stahlbeton-Schale   |
| _ Vertikalstützen     |
| _ Stahlbeton-Scheiben |

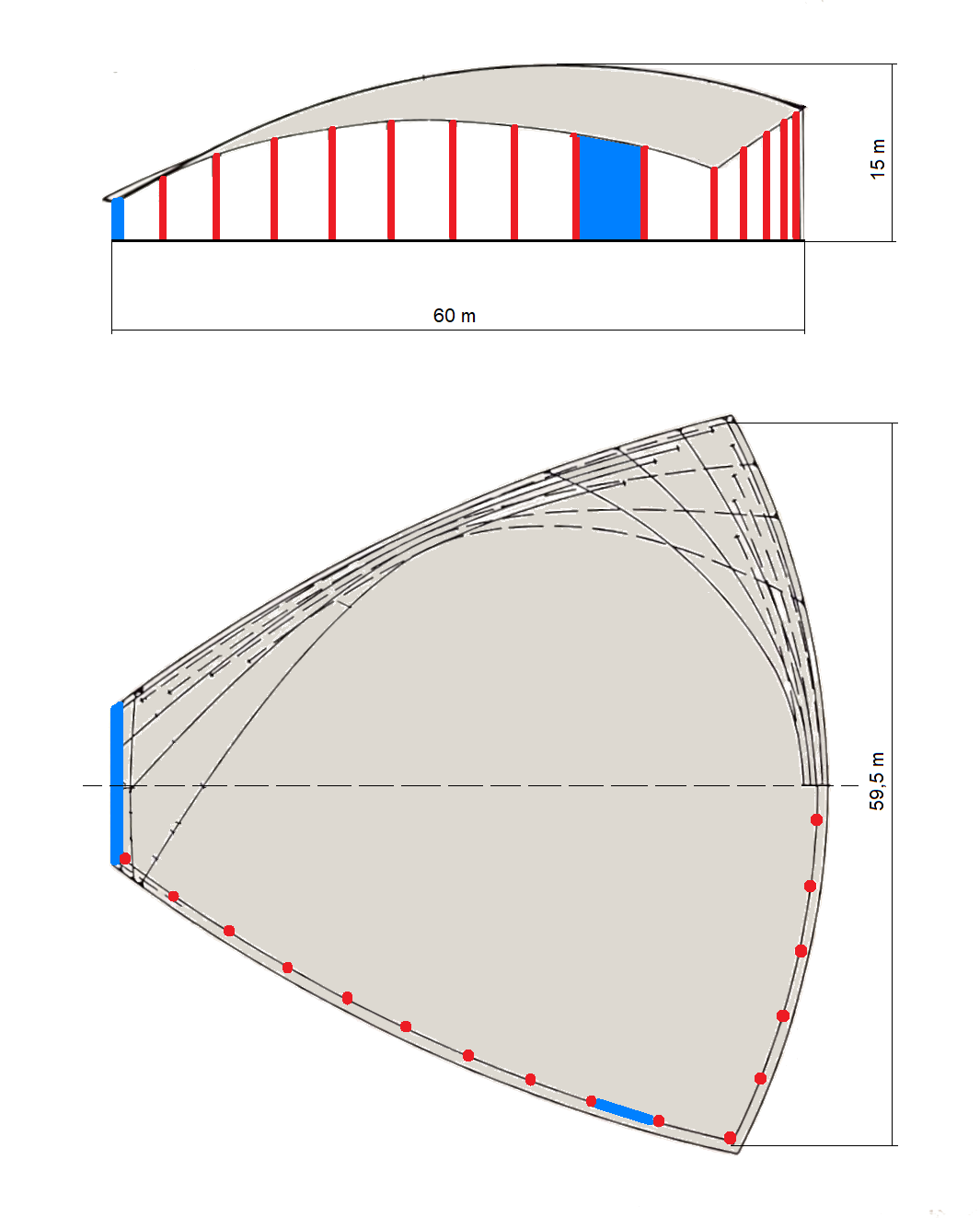
Prinzipskizze des Tragwerks mit:
In der oberen Hälfte der Draufsicht ist der Verlauf der vorgespannten Armierungsstähle dargestellt.

Das Dach des Audimax ist als Schalen-Tragwerk ausgebildet. Diese Stahlbeton-Schale hat eine Dicke von nur 13 cm und überspannt mit einem Radius von 65 m eine Weite von bis zu 60 m. Ein gern gebrachter Vergleich zur Verdeutlichung der filigranen Ausführung des Audimax-Daches ist das Hühnerei: Im Verhältnis von Schalendicke zu Spannweite ist das Audimax-Dach deutlich dünner als die Eierschale. Für eine Deckenschale ohne Versteifungsrippen ist der Radius von 65 m außergewöhnlich groß. Der bestimmende Versagensfall für die Auslegung der Schale war das Beulen, woraus sich die Schalendicke von 13 cm im Bereich der Kalotte ergab, verstärkt im vorgespannten Bereich des Übergangs zu den vertikalen Stützen.
Über die gesamte Spannweite des Dachs gibt es keine Stützen, sämtliche Verbindungen zwischen inneren Wänden und der Decke sind ohne Aufnahme von statischen Kräften ausgeführt. Beim Vorbild Kresge Auditorium ist die Dach-Schale symmetrisch auf drei Eckpunkten gelagert, die Vertikal- und Horizontalkräfte aufnehmen. Die Lagerung der Dachschale ist beim Audimax anders gelöst, hier führen schlanke Stützen entlang des Dachrandes nur die Vertikalkräfte ab. Da die Kräfte in der Kuppel notwendigerweise schräg wirken, müssen die horizontalen Kraftanteile durch umlaufende, horizontale Ringkräfte aufgenommen werden. Dazu wurde die Kuppel längs des Randes vorgespannt, die Armierung wurde dazu parabelförmig entlang des Dachrandes eingebracht. Das Wirkprinzip der vorgespannten Armierung entspricht einem Gürtel: Zugezogen erzeugt dieser einen radial gerichteten Druck nach innen, der dem Horizontalanteil der Kräfte in der Schale entgegenwirkt. Der Vertikalanteil wird von den Stützen aufgenommen.
Entlang jeder der drei Seiten gibt es neun innere Stützen, dazu die Stützen an den Ecken des Gebäudes. Die Seitenwände sind hinter den Stützen durchgeführt und haben keine tragende Funktion. Einzige Ausnahme bildet die schmale Podiumsseite (Ostseite), die massiv in Stahlbeton ausgeführt ist. Zudem ist auf der rechten wie linken Seite die Wand zwischen zweiter und dritter Stütze ebenfalls als Stahlbetonscheibe ausgeführt, um als Aussteifung gegen Windkräfte zu dienen. Optisch unterscheiden sich diese Scheiben nicht von der sonstigen Seitenwand, da sie mit demselben Klinker verkleidet sind.

### Akustik und Saaltrennung
Hermkes übernahm die Planung im Frühjahr 1956, dabei stand von Beginn an die Typologie und die funktionale Nutzung im Vordergrund. Gefordert war vom Bauherr ein Saal für besondere Veranstaltungen mit bis zu 1.800 Zuhörern. Gleichzeitig sollte das Gebäude aber auch dem normalen Vorlesungsbetrieb dienen, für den diese Kapazität viel zu groß war. Entsprechend lautete der Auftrag, den großen Saal durch mobile Wände in kleinere Hörsäle unterteilbar zu machen, die dann parallel genutzt werden konnten. So klar dieses Konzept auch war, seinerzeit gab es weltweit kein Beispiel in ähnlich großen Dimensionen. Saarinens Kresge Auditorium hat zwar neben dem großen Hörsaal noch einen kleineren Theatersaal und Probenräume für Orchester und Chor, aber diese Räume befinden sich unter dem großen Hörsaal und können nicht „dazugeschaltet“ werden.
Die Schwierigkeit lag in der akustischen Isolierung der voneinander abgetrennten Hörsäle bei gleichzeitiger Nutzung: Dazu musste die mobile Trennwand praktisch schalldicht sein. Die angestrebte Schalldämmungswirkung der Trennwand würde umso höher sein, je schwerer und dicker diese war: Eine Verdopplung der flächenbezogenen Masse einer einschaligen, homogenen Trennwand führt nach dem Berger’schen Massegesetz zu einer Reduktion der Schallübertragung um 6 dB. Bei der abzutrennenden Raumgröße im Audimax ergaben sich daraus jedoch schnell Massen, die nicht mehr zu bewegen waren. Abhilfe verschaffte das Konzept der mehrschaligen Trennwand, das Lothar Cremer von der TU Berlin für das Audimax entwickelte. In zahlreichen Labortests passte Cremer die Trennwand an, die aus Schichten und Kammern aus inertem (schweren) Material, Steinwolle und Luft besteht.
Dennoch war eine Abtrennung über die komplette Breite des Hörsaals nicht machbar und hätte zu einer zu schweren Trennwand geführt. Daraus ergab sich die oben beschriebene Aufteilung des Saals in das kleinere Auditorium (Saal II), das nicht die komplette Breite des großen Auditoriums einnimmt. Die so entworfene mobile Trennwand ist 20 Meter breit und 10 Meter hoch und wiegt 107 Tonnen. Die Wand wird mit vier elektrisch angetriebenen Spindeln versenkt und wieder hochgefahren. Diese Mechanik lieferte MAN.
Nachdem Cremer sich an der schwierigen akustischen Aufgabe der Trennwand bewährt hatte, wurde er auch zur Auslegung der Saalakustik engagiert. Er ließ in seinem Berliner Institut Modelle des Saales bauen und entwickelte Dämmungselemente und akustische Reflektoren, die an der Decke und den Wänden angebracht sind. Das Ziel der akustischen Auslegung war die maximale Sprachverständlichkeit, auch ohne Verstärkung. Ein Zuhörer sollte auch von einer oberen Sitzreihe im Rang ohne Saalmikrofon eine Frage stellen können, die auf dem Podium gut verstanden wird. Dazu war neben der Schallisolierung der getrennten Hörsäle gegeneinander auch die Isolierung von Außengeräuschen notwendig, was durch die Fensterlosigkeit des Auditoriums leichter wurde. Die Reflektoren an der Decke wirken sowohl dämmend (nach außen) als auch sammelnd und verstärkend (zwischen Podium und Hörsaal).

### Gebäudetechnik
| _ Auditorium      | _ Akustikdecke      | _ Backstage       |
| _ Technik/Lüftung | _ Trennwand-Schacht | _ Foyer/Garderobe |

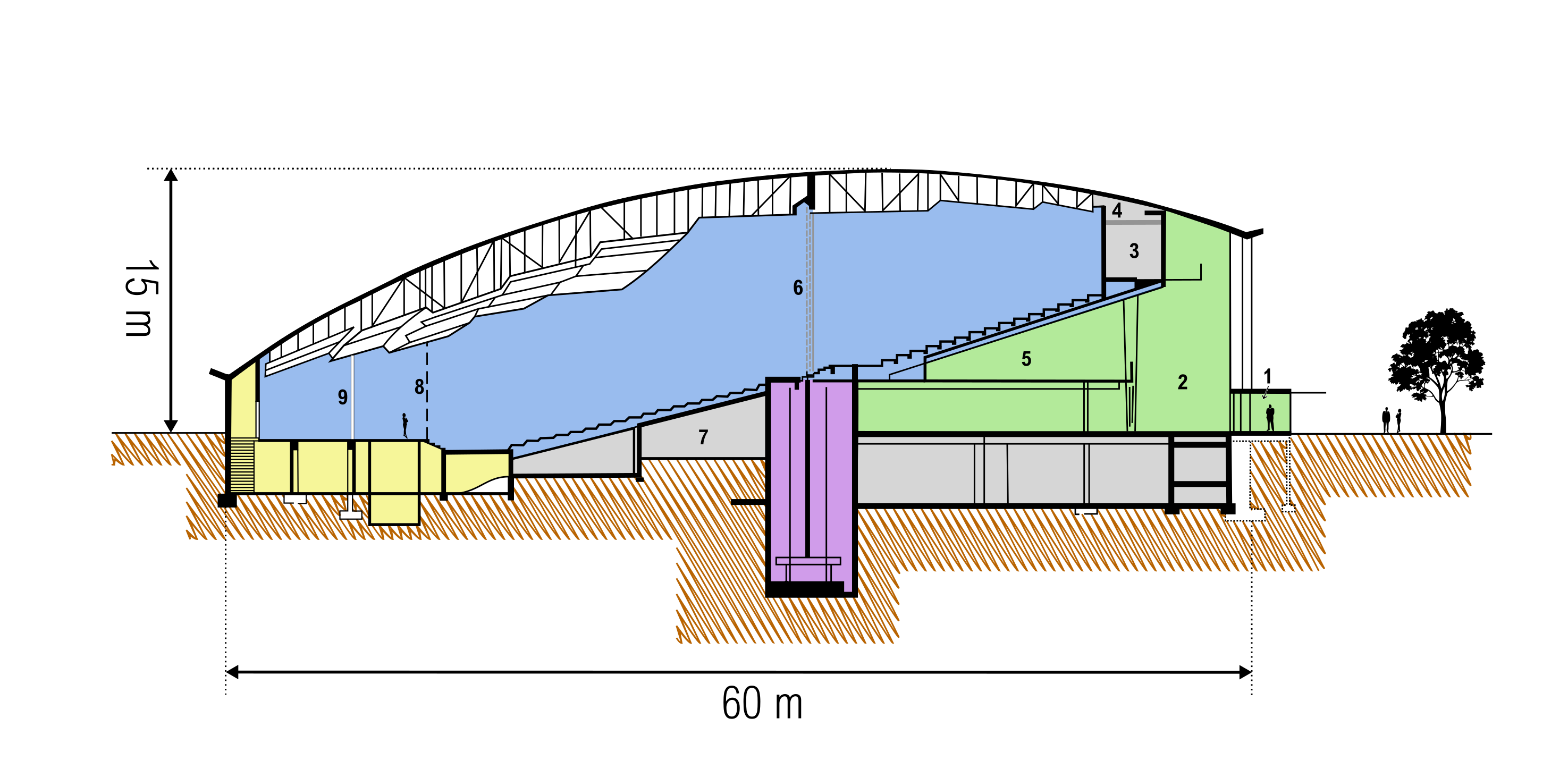
Längsschnitt des Audimax mit:

Belüftung und Heizung eines so großen Hörsaals stellen eine besondere Herausforderung dar. Während die Frischluft für eine volle Besetzung des Saals ausreichend sein muss, darf nirgendwo als unangenehm empfundene Zugluft entstehen. Um das zu erreichen, dürfen die Lüftungseinlässe nicht zu weit von den -auslässen entfernt sein, da andernfalls zu hohe Luftgeschwindigkeiten notwendig wären. Zudem muss die Technik leise arbeiten, um Vorträge nicht zu stören.
Die Gebäudetechnik ist darauf ausgelegt, im Maximal-Lastfall pro Stunde 85.000 m³ Luft auszutauschen, davon bei Saalteilung 36.000 m³ im großen Saal (Audimax I) und 18.000 m³ im kleinen Saal (Audimax II). 30.000 m³ Luft pro Stunde werden im Foyer und auf den Zugängen ausgetauscht. Die Säle können beheizt und klimatisiert werden, im Foyer steht nur die Heizung zur Verfügung. Bezogen auf die maximale Kapazität des zusammengelegten Audimax-Hörsaals von knapp 1.700 Personen entspricht diese Luftmenge einer Luftwechselrate von knapp 32 m³ pro Person und Stunde, etwas mehr als auf Basis aktueller Normen empfohlen.
Um diese Luftströme ohne Zugluft und ohne sichtbare Lüftungskanäle an ihr Ziel zu bringen, wird die Frischluft an beiden Seiten des Audimax angesaugt und durch einen mannshohen unterirdischen Kanal unter dem Foyer in die Mitte des Gebäudes zur Lüftungszentrale geleitet. Dort wird die Luft temperiert und durch Öffnungen im Fußboden in die Hörsäle geblasen. Ein Viertel der Grundfläche des Kellers wird von Lüftung und Klimaanlage eingenommen.

## Einordnung
Bei der architekturhistorischen Einordnung geht es einerseits um die Frage, welchen Platz das Bauwerk im Schaffen von Bernhard Hermkes einnimmt und wie sich das Werk in die zeitgenössische Architektur einreiht. Weiter ist mit Blick auf Schalendach und teilbares Auditorium zu fragen, ob diese innovative Art der Gestaltung beispielgebend wurde.
Hermkes war als Architekt und als Stadtplaner tätig. Nach Rückkehr aus amerikanischer Kriegsgefangenschaft eröffnete er 1945 in Hamburg ein eigenes Büro, wo er eine ganze Reihe von bedeutenden Werken schuf. Sein Durchbruch als Architekt in Hamburg waren die Grindelhochhäuser (erbaut 1946 bis 1956), wobei er an diesem Projekt nur als Teil einer größeren Gruppe beteiligt war. Der Einsatz von Beton im feingliedrigen Schalenbau und bei Falttragwerken wurde zu einem „Markenzeichen“ von Hermkes, hier gilt er als Pionier. Diese Bauweise setzte er beim Audimax zum ersten Mal in großem Stil ein, wenn auch das schwebende Dach der Vorwerk-Verwaltung in Wuppertal (begonnen 1954) einen Vorgriff darstellt. In dieser Hinsicht ähnlich bedeutend ist die Hamburger Großmarkthalle, die Hermkes nach dem Audimax begann.
Den größten zeitgenössischen Einfluss auf Hermkes’ Entwurf hatte Eero Saarinen. Dessen 1955 fertiggestelltes Kresge Auditorium am MIT benannte Hermkes explizit als Inspirationsquelle für seinen Audimax-Entwurf. Weitere vergleichbare Werke von Saarinen sind die 1940 eröffnete Kleinhans Music Hall in Buffalo. Das Dach dieses Konzerthauses ist als freitragende Paraboloidschale ausgebildet, und die Akustik des Innenraums war bestimmend für den Entwurf. Mit Blick auf die kühne Gestaltung von großen, freitragenden Dächern wären weiter die Saarinen-Entwürfe des Hauptterminals am Dulles International Airport in Washington D.C. und das TWA-Terminal am Flughafens JFK in New York zu nennen, beide 1962 eröffnet. Neben Saarinen wird als Vorbild für Hermkes’ Umgang mit der Schalenbauweise noch der italienische Ingenieur Pier Luigi Nervi genannt.
Zwei Elemente des Audimax-Entwurfs stechen im Vergleich zur Umsetzung ähnlicher Bauaufgaben heraus: die freitragende Spannbeton-Decke in Form eines Kugelsegments und die versenkbare Akustik-Trennwand aus einem Stück. Beide Lösungen haben sich beim Bau von Auditorien und Konzerthallen nicht durchgesetzt.
Dächer in Form einer hyperbolischen Paraboloidschale waren in den 1960er und 1970er Jahren bei Bauwerken mit Solitär-Charakter vereinzelt anzutreffen, die Kugelsegment-Form nur sehr selten. Zwar ist die stützenlose Überspannung großer Räume bei Konzerthallen und Auditorien mit mehr als tausend Sitzplätzen normaler Teil der Bauaufgabe. Für Bauten mit einer expressiv geformten Dachkante (Berliner Philharmonie, Elbphilharmonie) kommt die Kugelsegment-Form für das Dach jedoch nicht in Frage. Große Hörsäle an Universitäten werden zumeist als Teil von größeren Gebäudekörpern geplant, oder sind mit diesen verbunden. Auch in diesen Fällen kommt die Dachform kaum in Frage. Zudem stellen sich bei der nachträglichen Sanierung solcher vielfach gekrümmten Dächer der Schutz der Stahlarmierung gegen Rost und die Wärmedämmung als schwierige Aufgabe dar – ebene Dachflächen sind deutlich leichter zu bearbeiten, egal ob als Flach- oder Schrägdach.
1985 stellte der Ingenieur Helmut Bomhard in einer Übersicht die Entwicklung von dünnwandigen Schalenbauwerken aus Stahlbeton mit und ohne Vorspannung anhand von typischen und herausragenden Beispielen dar, darunter auch das Audimax. Bomhard war langjähriger technischer Direktor von Dyckerhoff & Widmann, der Pionier dieser Baumethode in Deutschland. Dabei stellte Bomhard fest, dass die technischen Grenzen der Anwendung der Baumethode noch lange nicht erreicht seien, zum Beispiel in Bezug auf überspannbare Breiten oder das Verhältnis Schalendicke zu Spannweite. Jedoch sei die Schalenbauweise nicht wirtschaftlich, jedenfalls in industrialisierten Ländern, in denen die Lohnkosten schwerer ins Gewicht fallen als die Materialkosten. Schon in den 1980er Jahren war die Schalenbauweise in Westeuropa aus der Industriearchitektur (besonders von Lagerhallen) praktisch verschwunden. Solche Bauwerke werden heute mit vorproduzierten Trägern errichtet, die mit Leichtbaudächern geschützt werden. Gebäudetechnik und Decken werden im Rastermaß an die Träger gehängt. Auch dieser nachträgliche Ausbau ist deutlich kostengünstiger als bei individuell geformten Freiflächen. Bomhardt betont, dass die Schalenbauweise nach wie vor optimal sei, wenn es um Minimierung des Materialeinsatzes geht. Die Zukunft des Einsatzes sah er eher in Tankbehältern und im Offshore-Bereich, nicht bei spektakulären Bauten in der Stadtlandschaft.
Teilbare (bzw. zusammenschaltbare) Auditorien werden durchaus weiter gebaut, deren Grundriss hat fast immer die Form eines Rechtecks oder eines Kreissegmentes, und die Teilung erfolgt über die gesamte Breite bzw. Tiefe des Raums. Dabei besteht die Trennwand allerdings aus Wandsegmenten, die an horizontalen Schienen laufen, oder vertikal aus dem Deckenraum herabgefahren werden. Dadurch können Standard-Wandsysteme mit kleinen Motoren verwendet werden, was kostengünstiger ist als ein Individualentwurf einer schweren Wand aus einem Stück mit großer Hubmaschine. Bei Zusammenschalten des Raums werden die Segmente in einen dafür vorgesehenen Stauraum hinter einer Wand oder unter der Decke gefahren, auch das ist günstiger herzustellen als ein tiefer Schacht für die Trennwand. Durch die Verwendung von Wandsegmenten wird die Trennung entlang der ansteigenden Achse des Auditoriums möglich, die hängenden Wandsegmente sind dann unterschiedlich lang.

## Rezeption

Großer Hörsaal mit Akustikdecke, Blick auf die nördliche Seitenwand, links die geschlossene Trennwand

Bei seiner Eröffnung und in der Zeit unmittelbar danach wurde das Audimax geradezu hymnisch gelobt. Zwar fügt sich dieses Lob nahtlos in den zeitgenössischen „Sound“ von Wiederaufbau und Moderne ein, ist aber doch so konkret, dass klar wird: Das Hamburger Audimax „galt […] als eine Sensation“.
In einem von Erich Lüth als Pressesprecher der Stadt Hamburg herausgegebenen Band der Reihe „Neues Hamburg“ heißt es: Das Audimax „besticht durch die Leichtigkeit seines Materials und durch die schwingende Kurvatur seiner Erscheinung als ein glänzendes Werk zeitgenössischer Architektur. Alles an diesem Bauwerk: Wände, Glasfront und Dach weist im Gegensatz zu den vielen schmalen Kuben der Nachbargebäude ausschließlich gekrümmte Linienführungen auf. Die Spannung der gleichsam von innen her leicht geblähten Flächen bewirkt, daß der Baustoff, daß Stein, Beton und Stahl von aller Schwere befreit sind.“ Ob bei Tageslicht, wenn die Sonne durch die Glasfront scheint und den inneren Bau sichtbar macht, oder bei Nacht, wenn die Beleuchtung von innen die Konstruktion nachzeichnet: Hier sei ein Gebäude entstanden, „weithin offen für alle, ein Ort der Begegnung, der Lehre freier Wissenschaft und der Diskussion.“
Ein halbes Jahr nach der Einweihung sah das Hamburger Abendblatt im Audimax ein sichtbares Zeichen für ein Aufholen der Universität Hamburg. Noch vor kurzem sei man in Hamburg mit der Universität „hintenan“ gewesen, doch nun „stürmt das voran“. Das Audimax, „dieser großartige, kühn geschwungene Bau“, habe dafür den Startschuss gegeben. Doch nicht nur die Universität profitierte, der Saal sei beinahe jeden Abend ausverkauft: mit Podiums-Diskussionen, Literatur, Musik, Film. Das Audimax sei eine Attraktion geworden.
1993 zählte der Architekt Volkwin Marg das Audimax zu den „251 bemerkenswerten Bauten“ Hamburgs aus dem 20. Jahrhundert. Laut Marg war die Schalenkonstruktion seinerzeit „in Deutschland eine technische Sensation“, ebenso die Abtrennung des kleinen Hörsaals mittels der Hubwand. Kurz darauf bezeichnete der Architekturhistoriker Ralf Lange das „großzügige Foyer mit seinen freischwebenden Emporen und Treppen“ als „eine der schönsten Raumschöpfungen der Wiederaufbaujahre in Deutschland überhaupt“.
1996 erschien eine kunsthistorische Dissertation zu Architektur und Städtebau der 1950er Jahre in Hamburg, die das Audimax durchgehend positiv darstellt: Die Spannbetonkonstruktion überwölbt „auf atemberaubende Weise“ das Auditorium und „Hermkes’ Fähigkeiten, selbst dynamische Formen durch ausgewogene Proportionen zu bändigen, zeigt sich an der Großform gleichwie im Detail“. Die Gestaltung des Verhältnisses von Tragen und Lasten beim Tragwerk und im Foyer sei meisterlich und „ohne spielerische Attitüden“. Nur das Nebeneinander von Audimax und Philturm sei wenig glücklich, das Audimax würde vom Hochhaus „fast erdrückt“. Das sah schon Hermkes so, auf einem Foto in dessen Archiv ist der Philturm wegretuschiert.
Aus den Illustrationen der 2018 erschienenen ersten Monographie zum Werk von Hermkes wird die Vorliebe des Architekten für Stahlbeton offenbar. Hermkes ließ in der Rohbauphase von Ernst Scheel eine spektakuläre Serie von Schwarz-Weiß-Fotos anfertigen, auf denen durch künstliche Beleuchtung und Streiflicht die raue Oberfläche und der Abdruck der Holzschalungen im geschwungenen Beton plastisch wird. Hermkes habe es bedauert, dass diese Ästhetik durch die akustisch notwendige Holzverkleidung nicht sichtbar bleiben konnte.
Das Ziel bei Planung und Bau des Audimax war es, ein Zentrum des akademischen Lebens zu bilden und dabei offen für die Stadt und deren Belange zu sein. Laut dem Autor der Werks-Monographie sei dies gelungen: Das „als regelrechte Ekklesia der Universität konzipierte Auditorium“ nehme eine zentrale Rolle innerhalb des Campus ein und sei gleichzeitig zu einem Bezugspunkt und Veranstaltungsraum für die ganze Stadt geworden. 2013 wurde das Audimax unter Denkmalschutz gestellt.